# Айрин (певица)
Пэ Джухён (кор. 배주현; род. 29 марта 1991 года, Тэгу), более известная как Айрин, — южнокорейская певица, рэпер, актриса и телеведущая. Является лидером гёрл-группы Red Velvet и её саб-юнита Red Velvet — Irene & Seulgi.

## Ранняя жизнь и образование
Пэ Джухён родилась 29 марта 1991 года в Тэгу. Посещала старшую школу Ханнам. Присоединилась к SM Entertainment в 2009 году и стажировалась на протяжении пяти лет.

## Карьера

### 2009−2013: Предебют иSM Rookies
В 2013 году Айрин была представлена как одна из участниц группы SM Rookies. В том же году появилась в видеоклипе Генри Лау на песню «1-4-3».
Различные клипы Айрин были размещены на официальном канале компании на YouTube, одно из которых было записано с Сыльги под песню «Be Natural».

### 2014 — настоящее время: Дебют Red Velvet, сольная и актёрская карьера
1 августа 2014 года Айрин дебютировала в новой женской группе Red Velvet. В ноябре снялась в видеоклипе Кюхёна (Super Junior) на сингл «At Gwanghwamun».
С мая 2015 года по июнь 2016 года вела музыкальную программу Music Bank вместе с Пак Погомом. Они оба получили огромное количество внимания за хорошие способности не только в пении, но и в опыте телеведущих; также было отмечено, что между ними были отличные взаимоотношения. Пресса называла их одними из лучших телеведущих за всю 18-летнюю историю программы.
В июле 2016 года сыграла главную роль в дораме «Сотрудницы компьютерной компании». 14 октября стала гостьей шоу «День Стирки», премьера эпизода которого состоялась 22 октября. В том же месяце стала участницей программы «Правда и Уловка» вместе с Вэнди.
Айрин также становилась лицом многочисленных модных брендов. В 2015 году вместе с EXO она была моделью Ivy Club. В 2016 году стала официальным лицом кофейной марки Maxwell House.
в 2017 году Айрин стала официальным спонсором программы Hyundai Auto Advantage.
26 февраля 2018 года было объявлено, что она была выбрана в качестве модели контактных линз бренда Cooper Vision. 3 мая было объявлено, что Айрин стала моделью бренда витаминов Lemona и получила прозвище «человеческий витамин». 9 августа она стала эксклюзивной моделью французского бренда Eider на осень/зиму в этом году и весну/лето в следующем году.
2 августа 2019 года приняла участие в треке «The Only» корейского DJ и продюсера Raiden’а.
20 апреля 2020 года SM подтвердили, что Айрин вместе с Сыльги сформируют первый саб-юнит Red Velvet. Red Velvet — Irene & Seulgi дебютировали 6 июля с мини-альбомом Monster. 16 июля SM подтвердили, что Айрин снялась в грядущем фильме «Двойная Пэтти», который выйдет позже в этом году.

## Личная жизнь

### Разногласия
21 октября 2020 года редактор и стилистка Кан Кук Хва опубликовала в Instagram длинный пост об инциденте, в котором артистка оскорбила её. Было высказано предположение, что это была Айрин или Сыльги из Red Velvet, поскольку пост заканчивался хэштегами «Psycho» и «Monster». 22 октября Айрин опубликовала в Instagram извинения за свое поведение, в то время как SM опубликовали заявление, подтверждающее новость, и заявили, что Айрин лично встретилась со стилистом, чтобы извиниться.
После дальнейших многочисленных спекуляций в связи с инцидентом, а также новых обвинений в жестоком обращении с Айрин, были также сотрудники, которые ранее работали с ней, высказывая свое мнение в защиту певицы. Некоторые стилисты, танцоры и визажисты, которые работали с ней, также опубликовали в своих аккаунтах в Instagram, что они никогда не сталкивались с такими грубыми действиями, со стороны Айрин. Эллена Йим, бывшая стилистка и визуальный директор SM, также утверждала, что у каждой истории всегда есть «две стороны» и, к сожалению, люди отказывались смотреть на другую сторону истории, поскольку они концентрируются только на том, что было раскрыто и что они хотят видеть.
Вовлеченный редактор моды также рассказал о слухах, циркулирующих в Интернете, и попросил прекратить спекуляции. Она подчеркнула, что никакого денежного расчета не было, и только обмен «искренними извинениями» произошёл, когда они встретились снова.

## Публичный имидж и влияние
В опросе Гэллапа о предпочтениях айдолов в Корее (до того, как он был прекращен в 2020 году) Айрин была названа одной из самых любимых знаменитостей в Южной Корее. В 2019 году в отдельном опросе среди солдат, проходящих обязательную военную службу в Южной Корее, Айрин была признана третьей по популярности девушкой-айдолом в K-pop. Популярность Айрин привела её к поддержке нескольких брендов, она также возглавила рейтинг «Сила бренда отдельных участниц женских групп», опубликованный Корейским институтом исследований корпоративной репутации, который несколько раз входил в топ-3 в 2018 году.

## Дискография

### Мини-альбомы
- Like a Flower[англ.] (2024)

## Фильмография

### Фильмы
| Год  | Название            | Роль              | Примечание                   |
| ---- | ------------------- | ----------------- | ---------------------------- |
| 2015 | SMTown The Stage    | В роли самой себя | Документальный фильм SM Town |
| 2020 | Тролли. Мировой тур | Крошка кролик     | Анимационный фильм           |
| 2021 | Двойная Пэтти       | Ли Хён Чжи        | Главная роль                 |

### Телесериалы
| Год  | Название                         | Канал         | Роль              | Примечание         |
| ---- | -------------------------------- | ------------- | ----------------- | ------------------ |
| 2016 | Потомки солнца                   | KBS2          | В роли самой себя | Камео в 16 эпизоде |
| 2016 | Сотрудницы компьютерной компании | Naver TV Cast | Арым              | Главная роль       |

### Телевизионные шоу
| Год       | Название                             | Канал          | Роль      | Примечание                                                     |
| --------- | ------------------------------------ | -------------- | --------- | -------------------------------------------------------------- |
| 2015-2016 | Music Bank                           | KBS2           | Ведущая   | вместе с Пак Погомом                                           |
| 2016      | Правда и уловка                      | KBS            | Участница | Эпизоды 1−4                                                    |
| 2016-2017 | День стирки                          | OnStyle        | Ведущая   | Эпизоды 1−12                                                   |
| 2017      | Music Bank World Tour: Сингапур      | KBS2 KBS World | Ведущая   | вместе с Пак Погомом                                           |
| 2017      | Music Bank World Tour: Джакарта      | KBS2 KBS World | Ведущая   | вместе с Пак Погомом                                           |
| 2017      | Korean Popular Culture & Arts Awards | Ведущая        |           | вместе с Чан Сюн Гю                                            |
| 2017      | KBS Song Festival                    | KBS2           | Ведущая   | Часть 1: вместе с Джином (BTS), Саной (Twice) & Чханёлём (EXO) |
| 2018      | SBS Super Concert в Тайбее           | SBS            | Ведущая   | вместе с Мингю (Seventeen)                                     |
| 2019      | KBS Song Festival                    | KBS2           | Ведущая   | вместе с Джинёном (GOT7)                                       |

### Музыкальные видео
| Год  | Название             | Артист    | Ссылка |
| ---- | -------------------- | --------- | ------ |
| 2013 | «1-4-3 (I Love You)» | Генри Лау | [ 27 ] |
| 2014 | «At Gwanghwamun»     | Кюхён     | [ 28 ] |

## Награды и номинации
| Год  | Премия                   | Номинация      | Что номинировано | Результат |
| ---- | ------------------------ | -------------- | ---------------- | --------- |
| 2015 | KBS Entertainment Awards | Лучший Новичок | Music Bank       | Номинация |